# Championnat de Belgique des voitures de tourisme
Le Championnat de Belgique des voitures de tourisme était un championnat belge de courses automobiles sur circuits réservé à des voitures de tourisme durant les années 1960 à 1980.
Des courses intégrées à celui-ci ont parfois été retenues sur les sols britannique et néerlandais.
Alain Semoulin l'a remporté à 6 reprises, et Jean-Michel Martin à 5.
Une femme l'a gagné deux fois -consécutivement-, Yvette Fontaine, qui est la première au monde à s'imposer dans un championnat automobile (devant Jean-Pierre Gaban en 1969). 
Le Belgian Procar fut son successeur en 1990.

## Palmarès

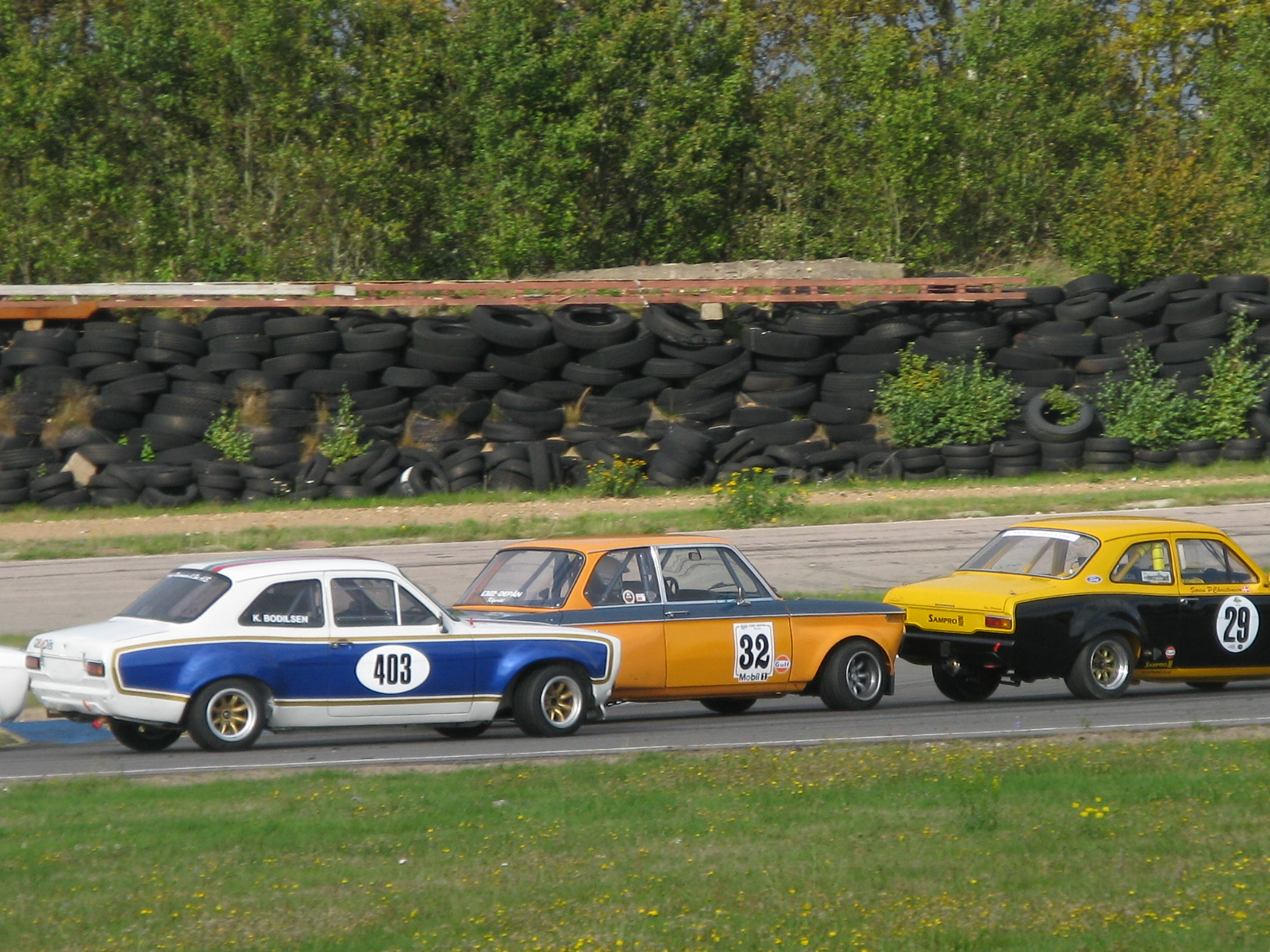
Deux Ford Escort RS encadrant ici une BMW 2002 Ti (hors championnat belge).

| Année  | Champion |
| ------ | --- |
| 1964   | Julien Vernaeve (Morris Mini Cooper S) |
| 1965   | Jacky Ickx (Ford Lotus Cortina) |
| 1966   | Jacky Ickx (Ford Mustang) |
| 1967   | Serge Trosch (Alfa Romeo Giulia GTA) |
| 1968   | Jacques Demoulin (Alfa Romeo Giulia GTA) |
| 1969   | Yvette Fontaine (Ford Escort TC et Ford Lotus Cortina) |
| 1970   | Yvette Fontaine (Ford Escort TC) |
| 1971   | Jean-Claude Franck (Alfa Romeo Giulia 1300 GT Junior et 2000 GTAm) |
| 1972   | Groupe 2 Claude Bourgoignie (Ford Escort RS 1600 et Ford Capri RS 2600) Groupe 1 Chris Tuerlinckx (Chevrolet Camaro 396 SS) |
| 1973   | Groupe 2 Julien Vernaeve (Morris Mini Cooper S) Groupe 1B René Tricot (Opel Commodore GS/E) Groupe 1A Pierre-Yves Bertinchamps (Plymouth Hemicuda)                                                                              |
| 1974   | Alain Peltier (BMW 3.0 CSL) |
| 1975   | ? (?) |
| 1976   | Alain Semoulin (Lotus Europa TC) |
| 1977   | Production <1.6L Jean-Michel Martin (Ford Capri) Groupes 2-3-4 <1.6L Albert Vanierschot (Alpine-Renault A110 1600S) Groupes 2-3-4 >1.6L Raymond Raus (BMW 3.0 CSL et Porsche 934)                                               |
| 1978   | Production <1.6L Michel De Deyne (Volkswagen Golf GTi) Production >1.6L Alain Semoulin (Ford Capri II 3.0S) Groupes 2-5 <1.6L Albert Vanierschot (Alpine-Renault A110 1600S) Groupes 2-5 >1.6L Claude Bourgoignie (Porsche 935) |
| 1979   | Production <1.6L Marc Piessens (Volkswagen Golf GTi) Production >1.6L Jean-Michel Martin (Ford Capri III 3.0S) Production 2.5L Frank De Caluwé (Ford Escort II RS 2000)                                                         |
| 1980   | Production <1.6L Guy Pirenne (Volkswagen Golf GTi) Production >1.6L Jean-Michel Martin (Ford Capri III 3.0S) |
| 1981   | Production <1.6L Philippe Ménage (Volkswagen Golf GTi) Production >1.6L Pierre Dieudonné (Mazda RX-7) |
| 1982   | Groupe N Alain Peltier (Alfa Romeo Alfetta GTV6) Groupe A Alain Semoulin (Ford Capri III 3.0S) |
| 1983   | Groupe N Guy Pirenne (Volkswagen Golf GTi) Groupe A Axel Hüweler (Volkswagen Golf GTi) |
| 1984   | Michel De Deyne (BMW 635 CSi du Groupe N) |
| 1985   | Alain Semoulin (Ford Escort RS Turbo du Groupe N) |
| 1986   | Jean-Michel Martin (BMW 535i du Groupe N) |
| 1987   | Alain Semoulin (Ford Sierra RS Cosworth du Groupe N) |
| 1988   | Division 1 Alain Semoulin (Ford Sierra RS Cosworth du Groupe N) Division 2 Pascal Tillekaerts (Honda CR-X du Groupe N) |
| 1989   | Division 1 Jean-Michel Martin (Audi 200 C3 Quattro du Groupe N) Division 2 Pascal Tillekaerts (Honda CR-X du Groupe N) |
| Source | |

(Nota Bene: Jean-Michel Martin sera encore Champion Belgian Procar en 1990 sur BMW M3-240, puis vice-champion 1991, et Philippe Ménage Champion  Belgian Procar de Division 2 en 1992)